# Joeri Artjoechin
Joeri Petrovitsj Artjoechin (Russisch: Ю́рий Петро́вич Артю́хин) (district Klinski, 22 juni 1930 – Zvjozdny gorodok, 4 augustus 1998) was een Russisch ruimtevaarder. Artjoechin’s eerste en enige ruimtevlucht was Sojoez 14 en begon op 3 juli 1974. Doel van deze vlucht was een koppeling met ruimtestation Saljoet 3. De bemanning voerde medische en biologische experimenten uit. Deze missie had echter hoofdzakelijk een militaire achtergrond.
Artjoechin werd in 1963 geselecteerd als astronaut en in 1982 ging hij als astronaut met pensioen. Hij ontving meerdere onderscheidingen en titels, waaronder Held van de Sovjet-Unie en de Leninorde.